# 溴甲酚紫
溴甲酚紫（英語：Bromocresol purple、BCP）学名：5,5′-二溴邻甲酚磺酰酞 （英語：5′,5″-dibromo-o-cresolsulfophthalein），是一种三苯甲烷类染料和pH指示剂，在pH < 5.2时为黄色，在pH > 5.2为紫色。其分子结构具有磺酸内酯结构，且具有酸性，酸解离常数pKa = 6.3，常配成0.04%的水溶液使用。

## 用途

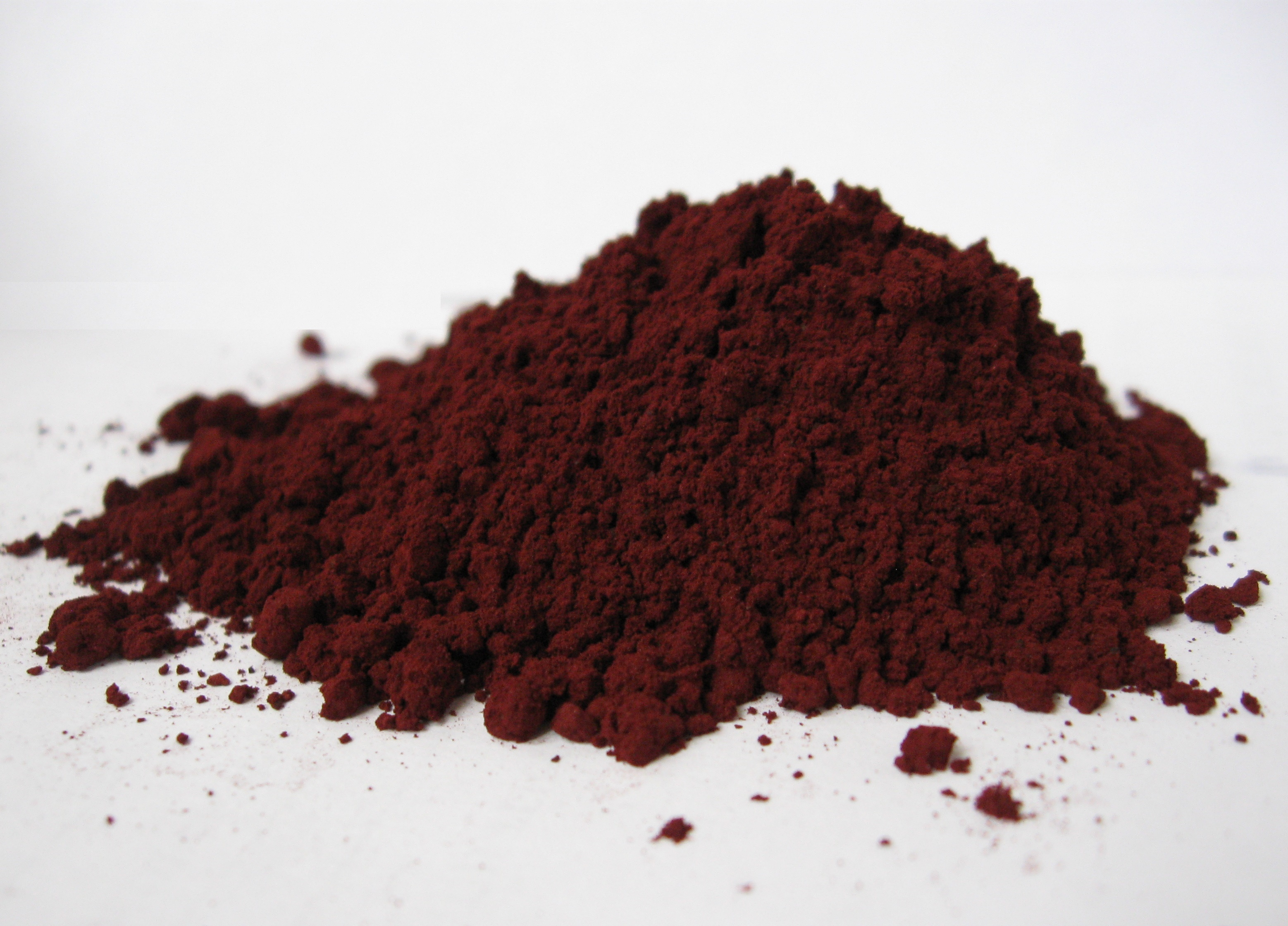
溴甲酚紫粉末样品

溴甲酚紫在医学实验室中常用于测定白蛋白，且比传统的溴甲酚绿效果要好。
在微生物学中，常用于辨别活细胞和死细胞，因为两者的酸碱度不同，可用溴甲酚紫进行区分。同时也可以检测乳酸杆菌。
在底片冲洗中，溴甲酚紫被添加到停影液中，用于停影浴(显影后定影前的酸性浴)中指示酸已经耗尽需要更换停影液。
在溴甲酚紫添加在琼脂培养基中时，称为溴紫琼脂培养基，可用于区分微生物种类。如溴紫乳固体葡萄糖琼脂培养基可在牛和其他动物感染皮癣菌时区分疣状毛癣菌（T. verrucosum）与其他微生物。

### pH指示剂变色原理
与溴甲酚绿变色类似，溴甲酚紫存在醌式和内酯式两种颜色不同结构的平衡反应，pH改变时导致平衡反应发生移动，呈现出颜色变化。在碱性和中性条件下，溴甲酚紫为磺酸基为磺酸根结构（醌式结构），显紫色，在酸性条件下，磺酸基变成磺酸内酯结构（内酯式结构），显黄色。

溴甲酚紫的醌式结构（左）与内酯式结构（右）

## 合成
由邻甲酚与邻磺基苯甲酸酐氯化锌作用110-120℃下缩合制成邻甲酚红，将得到的邻甲酚红溶于冰醋酸中,在40～50℃下通入溴进行反应,即可得到溴甲酚紫。